# Cessna Citation CJ4 Gen3
Dimensions
Le Cessna Citation CJ4 Gen3 est un jet d'affaires de Textron Aviation (en) et de marque Cessna. C'est l'un des récents modèles Citation. Son prototype a volé pour la première fois en octobre 2024, avec des tests pour évaluer ses performances. Ce vol inaugural de 1h47 a été mené par les pilotes Corey Eckhart et Ed Wenninger qui ont testé l'avionique, la propulsion et le contrôle environnemental. Doté de la suite avionique Garmin G3000 Prime (en) et d’un système d'atterrissage d'urgence, le CJ4 Gen3 vise une entrée en service en 2026. Textron a présenté ce modèle et deux autres lors de la NBAA-BACE 2024 (en).

## Historique
Le Cessna Citation CJ4 Gen3 est une évolution des jets d'affaires de Textron Aviation, issus de la série Cessna Citation, qui a commencé avec le lancement du premier modèle, le Citation I, en 1972. Le développement de la gamme a connu plusieurs étapes significatives :
- 1972 : lancement du Cessna Citation I, le premier modèle de la série ;
- 2000 : introduction du Cessna Citation CJ1, marquant le début de la série CJ, dédiée à l'efficacité économique et aux performances ;
- 2006 : lancement du Cessna Citation CJ3, amélioration des performances et le confort par rapport au modèle précédent ;
- 2010 : début de la production du Cessna Citation CJ4, qui a été bien accueilli pour ses performances accrues et sa capacité d'accueil de jusqu'à 10 passagers ;
- 2020 : annonce par Textron Aviation du développement de la nouvelle génération de jets, connue sous le nom de Gen3 pour intégrer les dernières technologies en matière d'avionique et de sécurité ;
- octobre 2024 : lors du salon NBAA-BACE à Las Vegas, Textron a dévoilé le prototype du CJ4 Gen3, intégrant la suite avionique Garmin G3000 PRIME. Ce modèle a effectué son premier vol, avec un début de tests de performance.

Le CJ4 Gen3, qui intègre la technologie Garmin Emergency Autoland, devrait entrer en service en 2026, suivi du M2 Gen3 et du CJ3 Gen3 en 2027. Son premier vol d’essai a eu lieu à l’aéroport Eisenhower, à Wichita, et a duré 1h47, au cours duquel les nouveaux systèmes avioniques et moteurs ont été évalués,.

## Aspects importants
Le Cessna Citation CJ4 Gen3 est propulsé par deux turbofans Williams International FJ44-4A (en), assurant une performance fiable et stable. Conçu pour répondre aux attentes du transport d'affaires, il intègre à bord la suite avionique Garmin G3000 Prime, facilitant la gestion aérienne avec un écran tactile intuitif pour une navigation précise. Les systèmes de sécurité, comme l'atterrissage automatique d'urgence, renforcent la sérénité des vols.
Avec une autonomie maximale de 4 018 km, le CJ4 Gen3 relie des destinations sans escale. Sa charge utile de 1 000 kg et son espace permettent d'accueillir jusqu’à 11 passagers en tout confort. La capacité de chargement de 472 kg assure que les besoins des passagers sont comblés.
Conçu pour diverses missions, le CJ4 Gen3 excelle dans les services d'ambulance aérienne, les patrouilles maritimes, et les missions de sauvetage. Le programme d'essai, évaluant ses performances et systèmes, prévoit une mise en service pour 2026.